# 사명당 유정 교첩
사명당 유정 교첩(四溟堂 惟政 敎牒)은 대한민국 경상남도 김해시 상동면에 있는, 1593년에 비변사에서 사명대사(四溟大師) 유정(惟政)을 '경상도 총섭'에 임명하기 위하여 9월에 발급된 교첩이다. 2017년 4월 13일 경상남도의 문화재자료 제634호로 지정되었다.

## 개요
"사명당 유정 교첩"은 1593년에 비변사에서 四溟大師 惟政을 '경상도 총섭'에 임명하기 위하여 9월에 발급된 것으로서 16세기말 임진왜란 당시의 역사적 상황을 파악할 수 있는 중요한 자료이다.

## 같이 보기
- 유정

## 참고 문헌
- 사명당 유정 교첩 - 국가유산청 국가유산포털